# Хайнс, Гарретт
Гарретт Хайнс (англ. Garrett Hines; 3 июля 1969, Чикаго) — американский бобслеист, выступавший за сборную США в конце 1990-х и начале 2000-х годов. Был участником двух Зимних Олимпиад и удостоился одной серебряной медали в четверке на Олимпийских играх в Солт-Лейк-Сити в 2002 году.
Кроме того, в 2003 году Хайнс получил серебряную награду на Чемпионате мира в Лейк-Плэсид.
Прежде чем заняться бобслеем, участвовал в соревнованиях по десятиборью. В школе играл в американский футбол.